# Ormosia ruficauda
Ormosia ruficauda là một loài ruồi trong họ Limoniidae. Chúng phân bố ở miền Cổ bắc.